# Kościół Ścięcia św. Jana Chrzciciela w Mszannej
Kościół Ścięcia św. Jana Chrzciciela – kościół rzymskokatolicki w Mszannej, wzniesiony jako cerkiew prawosławna.
Wieś Mszanna była początkowo zamieszkiwana przez ludność ruską (ukraińską), wyznania prawosławnego, a następnie unickiego. Budynek sakralny został wzniesiony w 1914 jako prawosławna cerkiew, na miejscu starszej świątyni. Trzy lata później budynek został zrewindykowany na rzecz Kościoła rzymskokatolickiego. Od 1925 działa przy nim parafia łacińska.